# Layer Marney
Layer Marney – wieś i civil parish w Anglii, w hrabstwie Essex, w dystrykcie Colchester. Leży 24 km na wschód od miasta Chelmsford i 73 km na północny wschód od Londynu. W 2011 roku civil parish liczyła 199 mieszkańców.